# Wspólnota administracyjna Unterammergau
Wspólnota administracyjna Unterammergau – wspólnota administracyjna (niem. Verwaltungsgemeinschaft) w Niemczech, w kraju związkowym Bawaria, w rejencji Górna Bawaria, w regionie Oberland, w powiecie Garmisch-Partenkirchen. Siedziba wspólnoty znajduje się w miejscowości Unterammergau. Powstała 1 stycznia 1978, a jej przewodniczącym jest Michael Gansler.
Wspólnota administracyjna zrzesza dwie gminy wiejskie (Gemeinde):
- Ettal, 794 mieszkańców, 14,75 km²
- Unterammergau, 1 471 mieszkańców, 29,93 km²